# Lalldhwojia acronemifolia
Lalldhwojia acronemifolia är en flockblommig växtart som först beskrevs av H.Wolff, och fick sitt nu gällande namn av M.F.Watson. Lalldhwojia acronemifolia ingår i släktet Lalldhwojia och familjen flockblommiga växter. Inga underarter finns listade i Catalogue of Life.